# David A. Goodman
David A. Goodman (New Rochelle, 13 de noviembre de 1962) es un escritor y productor estadounidense conocido por sus trabajos en Padre de Familia, Futurama o The Golden Girls, serie con la que comenzó su trayectoria televisiva.

## Carrera
Tras el éxito de The Golden Girls, comienza a establecerse en el panorama televisivo con series como Volando a Ciegas, El equipo Fantástico o Stark Raving Dad.
Ha compaginado su trabajo como productor y escritor colaborando en guiones de muchas de las series de éxito en las que ha participado, entre otras 'Las Chicas de Oro o Futurama.
Goodman ha parodiado a Ray Romano en varios episodios de Padre de Familia, ya que su voz es profunda y muy similar a la del actor.
En 2011, Goodman comenzó a producir la serie animada Allen Gregory para la cadena FOX, dejando su trabajo en Padre de Familia. Tras la cancelación de la serie por la cadena, se incorporó como productor ejecutivo a la serie American Dad!

## Filmografía destacada
- The Golden Girls (serie de TV), 1989
- Volando a ciegas (serie de TV), 1993
- Pig Sty (serie de TV), 1995
- El equipo Fantástico (serie de TV), 1997
- Stark Raving Dad (serie de TV), 1999-2000
- Futurama (serie de TV), 2002-
- Star Trek: Enterprise (serie de TV), 2002 - 2004
- Padre de Familia (serie de TV),
- Stewie Griffin: La historia jamás contada (película), 2005.
- Fred: The Movie (serie de TV), 2010
- dads (serie), 2013-2014
- Murder Police (serie), 2013-
- LEGO Batman: The Movie-DC Super Heroes Unite (película), 2013

## Premios y distinciones
Premios Óscar
| Año  | Categoría              | Película                             | Resultado |
| ---- | ---------------------- | ------------------------------------ | --------- |
| 1986 | Mejor documental corto | Witness to War: Dr. Charlie Clements | Ganador   |